# Notre-Dame du Nil
Pour les articles homonymes, voir Notre-Dame du Nil  (film).
Notre-Dame du Nil est un roman de Scholastique Mukasonga publié le 1er mars 2012 aux éditions Gallimard et ayant reçu le prix Ahmadou-Kourouma et le prix Renaudot la même année.

## Historique du roman
Le 7 novembre 2012, le roman obtient le prix Renaudot, alors même qu'il n'était pas dans la liste finale des sélectionnés (mais fut un temps dans la liste initiale), par six voix sur dix au dixième tour d'un scrutin ayant finalement intégré trois nouveaux romans, dont celui-ci soutenu en particulier par Jérôme Garcin, en raison du blocage du vote sur la dernière sélection du jury,.

## Résumé
Au début des années 1970, dans un internat catholique pour jeunes filles de bonnes familles du Rwanda situé près des sources du Nil, les tensions entre Tutsis et Hutus sous-tendent la vie quotidienne et les soucis des adolescentes. Ce huis clos anticipe le génocide de 1994, mais il se déroule dans les années qui suivent la décolonisation.

## Adaptation
Le roman est adapté dans un film homonyme, réalisé par l'écrivain Atiq Rahimi et présenté en avant-première en 2019 lors du Festival international du film de Toronto 2019 (TIFF).

## Éditions
- Éditions Gallimard, 2012,  (ISBN 978-2070133420)[6].
- (en) Our Lady of the Nile, trad. Mélanie Mauthier, Archipelago Books (en), 2015[7].